# Yanguas
Yanguas é um município da Espanha na província de Sória, comunidade autónoma de Castela e Leão, de área 54,29 km² com população de 201 habitantes (2013) e densidade populacional de 2,78 hab/km².
Pertence à rede das Aldeias mais bonitas de Espanha.

## Demografia
| Variação demográfica do município entre 1991 e 2004 | Variação demográfica do município entre 1991 e 2004 | Variação demográfica do município entre 1991 e 2004 | Variação demográfica do município entre 1991 e 2004 |
| --------------------------------------------------- | --------------------------------------------------- | --------------------------------------------------- | --------------------------------------------------- |
| 1991                                                | 1996                                                | 2001                                                | 2004                                                |
| 78                                                  | 84                                                  | 128                                                 | 151                                                 |